# Trasporto di Ekman

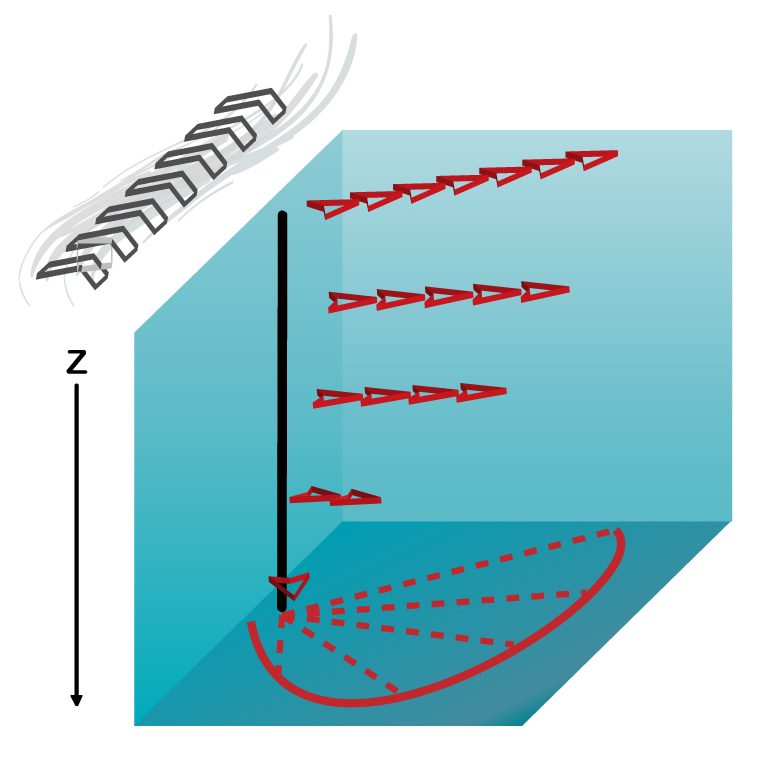
Il trasporto di Ekman è il moto netto di un fluido risultante dal bilanciamento tra la forza di Coriolis e l'attrito tra gli strati del fluido. In questa immagine, il vento che soffia verso Nord produce una tensione sullo strato superficiale dell'acqua che va poi a formare una spirale di Ekman nella colonna d'acqua.

Il trasporto di Ekman, che fa parte della teoria del moto all'interno delle grandi masse d'acqua marina investigata dall'oceanografo svedese Vagn Walfrid Ekman, indica il trasporto netto risultante ad un angolo di 90° dello strato superficiale dell'acqua del mare sotto l'effetto di un vento costante.
Il fenomeno era stato osservato per la prima volta da Fridtjof Nansen che, durante la sua spedizione polare del 1890, aveva notato che il moto di deriva degli iceberg nel mare Artico avveniva con un certo angolo rispetto alla direzione del vento.
La direzione in cui avviene il trasporto dipende dall'emisfero in cui esso avviene: nell'emisfero Nord il movimento è a 90° in senso orario rispetto alla direzione del vento, mentre nell'emisfero Sud avviene sempre a 90° ma in senso antiorario.

## Teoria
La teoria di Ekman spiega lo stato teorico della circolazione nel caso che le correnti d'acqua marina fossero generate solo dal trasferimento di momento dal vento. In natura questo è difficile da osservare a causa dell'influenza simultanea di molte altre cause, come la pressione e il gradiente di densità. Anche se la teoria si applica alla situazione ideale che coinvolge solo l'effetto del vento, il moto di Ekman descrive la componente della circolazione dello strato superficiale dell'acqua marina indotta dallo spirare del vento.
Le correnti superficiali si muovono con un angolo di 45° rispetto al vento a causa del bilanciamento tra la forza di Coriolis e la resistenza fluidodinamica che si instaura tra vento e acqua. Se si immagina l'oceano suddiviso verticalmente in strati sottili, il valore della velocità diminuisce a partire dal massimo registrato alla superficie fino ad arrivare alla sua scomparsa. La direzione inoltre mostra un continuo lieve spostamento attraverso ogni strato successivo (verso destra nell'emisfero Nord e verso sinistra in quello Sud) dando luogo così alla formazione della spirale di Ekman. Lo strato di acqua dalla superficie fino al punto di dissipazione della spirale è noto come strato di Ekman. Se si integra l'intero flusso, il trasporto netto risultante è a 90° a destra della superficie del vento nell'emisfero Nord e a 90° a sinistra in quello Sud.